# Lethe crijnana
Lethe crijnana är en fjärilsart som beskrevs av Hans Fruhstorfer 1911. Lethe crijnana ingår i släktet Lethe och familjen praktfjärilar. Inga underarter finns listade i Catalogue of Life.